# Giulietta Fibbi
Giulietta Fibbi (Fiesole, 4 agosto 1920 – Roma, 21 gennaio 2018) è stata una politica, sindacalista e partigiana italiana.

## Biografia

### Giovinezza
Giulietta Fibbi lascia la sua città d’origine, Fiesole, ed emigra con la sua famiglia in Francia quando aveva appena tre anni. Il padre Enrico Fibbi, calzolaio toscano, è costretto ad andar via dall'Italia per le sue idee socialiste e per sottrarsi alle persecuzioni fasciste. Porta la famiglia a Lione, dove Giulietta a 15 anni inizia a lavorare come operaia tessile. Nel 1937, a 17 anni, diviene dirigente dell’Unione delle ragazze francesi della regione del Rodano.

### Guerra partigiana
Con l’inizio della guerra, Giulietta (detta anche Lina) viene arrestata e internata, insieme ad altre dirigenti antifasciste italiane, nel campo di Rieucros. Nello stesso campo di concentramento c'è anche Teresa Noce, che organizza una scuola clandestina di formazione: a Giulietta insegna la politica e corregge l'italiano (oltre a cambiarle il nome in "Lina").
È il 1941 quando, in seguito alle decisioni degli organi dirigenti del Partito Comunista Italiano, rientra in Italia per svolgere attività cospirative, ma viene arrestata appena varcato il confine a Ventimiglia e portata nel carcere di Firenze, dove rimarrà rinchiusa per sei mesi. In assenza di prove a suo carico, viene rilasciata, ma con un periodo di due anni di ammonizione e, quindi, di sorveglianza speciale.

### Dopoguerra
Il 25 luglio 1943 Giulietta Fibbi, all'età di ventitré anni, è chiamata a impegnarsi nel servizio clandestino della direzione del PCI.
Con la costituzione a Milano (il 20 settembre 1943) del comando generale delle brigate Garibaldi, nell'autunno successivo entra a far parte della segreteria.
Partecipa all’attività preparatoria che condurrà alla costituzione dell’organizzazione dei Gruppi di difesa della donna e per l’assistenza ai combattenti per la libertà, insieme a Giovanna Barcellona, Rina Picolato, Ada Marchesini Gobetti, Lina Merlin (Pci, Pda, Psi). Il suo compito prevalente rimane tuttavia quello di addetta all’ufficio di segreteria del comando generale garibaldino. Con questo ruolo svolge numerose e delicate missioni di collegamento, trasmissione di disposizioni, controllo, nei confronti delle formazioni partigiane di diverse regioni e dei triunvirati insurrezionali organizzati in ogni provincia dalla direzione del Pci.
Dopo la liberazione assolve a vari compiti politici e sindacali: tra questi riveste per molti anni il ruolo di segretaria nazionale della Federazione degli operai tessili della Cgil.

## Carriera politica

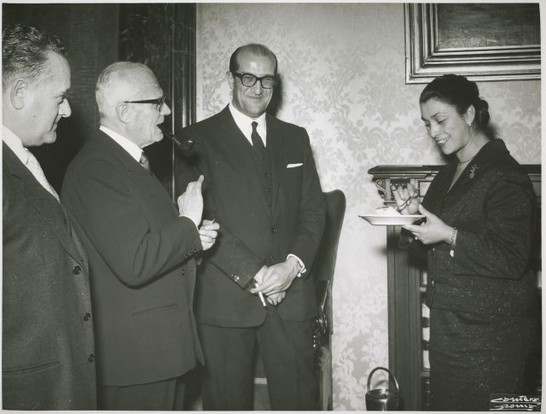
Giulietta Fibbi con Sandro Pertini e Francesco Cosentino durante la celebrazione del ventennale del voto alle donne il 20 gennaio 1965

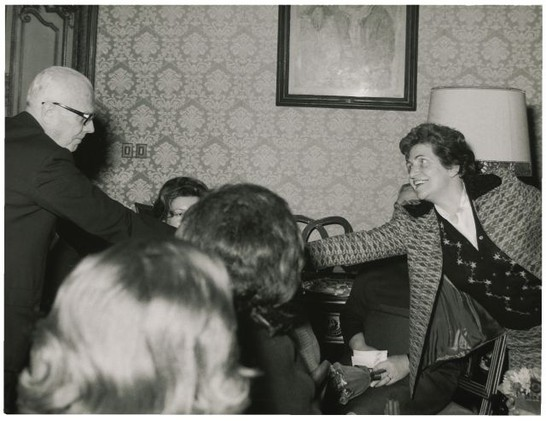
Giulietta Fibbi mentre riceve un omaggio floreale dal presidente della Camera dei Deputati Alessandro Pertini in occasione della festa della donna nel 1973

Giulietta Fibbi sarà eletta alla Camera dei Deputati nelle legislature quarta (1963-68), quinta (1968-1972), sesta (1972-1976). È stata componente della XIII Commissione (Lavoro e Previdenza Sociale) dal 1 luglio 1963 al 4 luglio 1968. Trentuno le proposte di legge presentate durante la sua attività di parlamentare tra cui la “Regolamentazione del licenziamento”, presentata insieme a Luigi Berlinguer, durante la IV legislatura. Quattro proposte di cui lei è stata firmataria, sono diventate in seguito legge: Regolamentazione del licenziamento (Atto C.302 del 26 luglio 1963); Accertamenti dei lavoratori agricoli aventi diritto alle prestazioni previdenziali (Atto C.1853 del 13 novembre 1964); ; Perequazione dei trattamenti di maternità e modifiche alla legge 26 agosto 1950, n. 860, concernente le lavoratrici madri (Atto C.795 del 23 dicembre 1968); Piano quinquennale per l'istituzione di asili-nido comunali con il concorso dello Stato (Atto C.796 del 23 dicembre 1968).

## Riconoscimenti
Marisa Rodano in occasione del 70º anniversario della Liberazione, nel suo intervento presso la Camera dei Deputati ricorda il ruolo prezioso svolto da Giulietta Fibbi durante la Liberazione: "Fu una donna, Giulietta (Lina) Fibbi, che con un viaggio avventuroso recapitò l’ordine dell’insurrezione del Comitato di Liberazione Nazionale Alta Italia al CLN dell’Emilia. Per unanime riconoscimento sia del CLN che degli stessi comandi nazisti, senza la partecipazione di massa delle donne, compresa quella alla lotta armata, (si pensi ai reparti delle Volontarie della libertà e alle staffette) la lotta di Liberazione non sarebbe stata vittoriosa".